# Елісон Портер
Елісон Портер (англ. Alisan Porter; нар. 20 червня 1981) — американська акторка, співачка, авторка пісень, музикантка. Відома роль: Сью у фільмі «Кучерява Сью».

## Біографія
Народилася 20 червня 1981 року у Ворстері, Массачусетс, США в єврейській родині. У 3 роки знялася в рекламі у Нью-Йорку. Згодом отримала запрошення до телешоу «Star Search». У 5 років стала наймолодшою «Найкращою юною вокалісткою» цієї передачі.
Акторка переїхала до Голлівуду і в 1987 році знялася в мінісеріалі «Я скорю Мангеттен» в ролі маленької Максі. У 1989 році знялася у фільмі «Батьки» в ролі Тейлор. У 1991 році виконала роль Сью у фільмі «Кучерява Сью». 
У 1994 році Елісон перервала акторську кар'єру і переїхала з батьками до Вестпорту, Коннектикут, США. Там вона грала у шкільному театрі і зрозуміла, що хоче грати не в кіно, а на сцені.
У 18 років переїхала до Нью-Йорку і через три місяці взяла участь у спектаклі «Footloose» в ролі Урлін. Через деякий час вона переїхала до Лос-Анджелесу, Каліфорнія, США.
У 2003 році сформовано гурт «Raz» з Елісон Портер як вокалісткою та основною авторкою пісень. «Raz» розпалися в 2004 році. У березні 2005 Портер оголосила про створення свого нового гурту «Alisan Porter Project». У 2006 році Портер виступала у «Chorus Line» як Бебе Бенсонгеймер в Gerald Schoenfeld Theatre у Нью-Йорку.
З грудня 2008 року є сприяючою оглядачкою журналу «Movmnt».
Елісон Портер на кілька секунд з'являється у кліпі Адама Ламберта «If I Had You» разом з Еллісон Іраета, Kesha, Cheeks.

## Фільмографія
| Рік  | Фільм                  | Оригінальна назва                 | Роль             |
| ---- | ---------------------- | --------------------------------- | ---------------- |
| 1987 |                        | Pee-wee's Playhouse               | Лі'л Панкін      |
| 1987 | Я скорю Мангеттен      | I'll Take Manhattan               | Маленька Максі   |
| 1987 | Сімейні зв'язки        | Family Ties                       | Дитина           |
| 1988 |                        | Homesick                          | Меггі            |
| 1989 | Батьківство            | Parenthood                        | Тейлор           |
| 1989 |                        | Chicken Soup                      | Моллі Пірс       |
| 1990 | Стелла                 | Stella                            | Дженні (8 років) |
| 1990 | Я кохаю тебе до смерті | I Love You To Death               | Карла Бока       |
| 1990 |                        | Perfect Strangers                 | Тесс Холланд     |
| 1990 |                        | When You Remember Me              | Келлі            |
| 1991 | Золоті дівчата         | The Golden Girls                  | Мелісса          |
| 1991 | Кучерява Сью           | Curly Sue                         | Сью              |
| 2001 |                        | Undressed                         | Белінда          |
| 2003 |                        | Shrink Rap                        | Бренді           |
| 2006 |                        | The Ten Commandments: The Musical | Міріам           |
| 2011 |                        | Teen Titans                       | Starfire         |

## Дискографія
- 2009 — Alisan Porter

## Номінації та нагороди

### Номінації
- 1992 — Young Artist Award — Найкраща молода акторка в другорядній ролі в серіалі, за серіал «Золоті дівчата».

### Нагороди
- 1993 — Young Artist Award — Найкраща молода акторка в головній ролі в кінофільмі, за фільм «Кучерява Сью».